# HD 65241
HD 65241，又名BD+07 1879，SAO 116179、HR 3103，是一颗恒星，视星等为6.41，位于銀經214.02，銀緯18.09，其B1900.0坐标为赤經7h 52m 43.5s，赤緯+7° 18.09′ 57″。